# Grand Dax Agglomération
Grand Dax Agglomération (ou CAGD) est une communauté d'agglomération française, située en région Nouvelle-Aquitaine, dans le département des Landes dont elle représente le premier bassin de vie.

## Historique
L'intercommunalité  est née par un arrêté préfectoral du 27 décembre 1993 qui a pris effet le 31 décembre 1993, sous forme d'une communauté de communes réunissant quatre communes  Dax, Narrosse, Saint-Paul-lès-Dax, Saint-Vincent-de-Paul.
Celle-ci est étendue aux actuelles 20 communes en 2002 par un arrêté préfectoral du 27 décembre 2001.
Par arrêté préfectoral du 27 décembre 2006, la communauté de communes du Grand Dax est transformée en communauté d'agglomération et se dote de ce chef d'une nouvelle compétence, l'action sociale et notamment la petite enfance.

## Territoire communautaire

### Géographie
Située au sud-ouest  du département des Landes, la communauté d'agglomération du Grand Dax regroupe 20 communes et présente une superficie de 344,3 km2.
Elle est composée de 20 des 21 communes des anciens cantons de Dax-Nord et de Dax-Sud (seule Saubusse en est absente) :

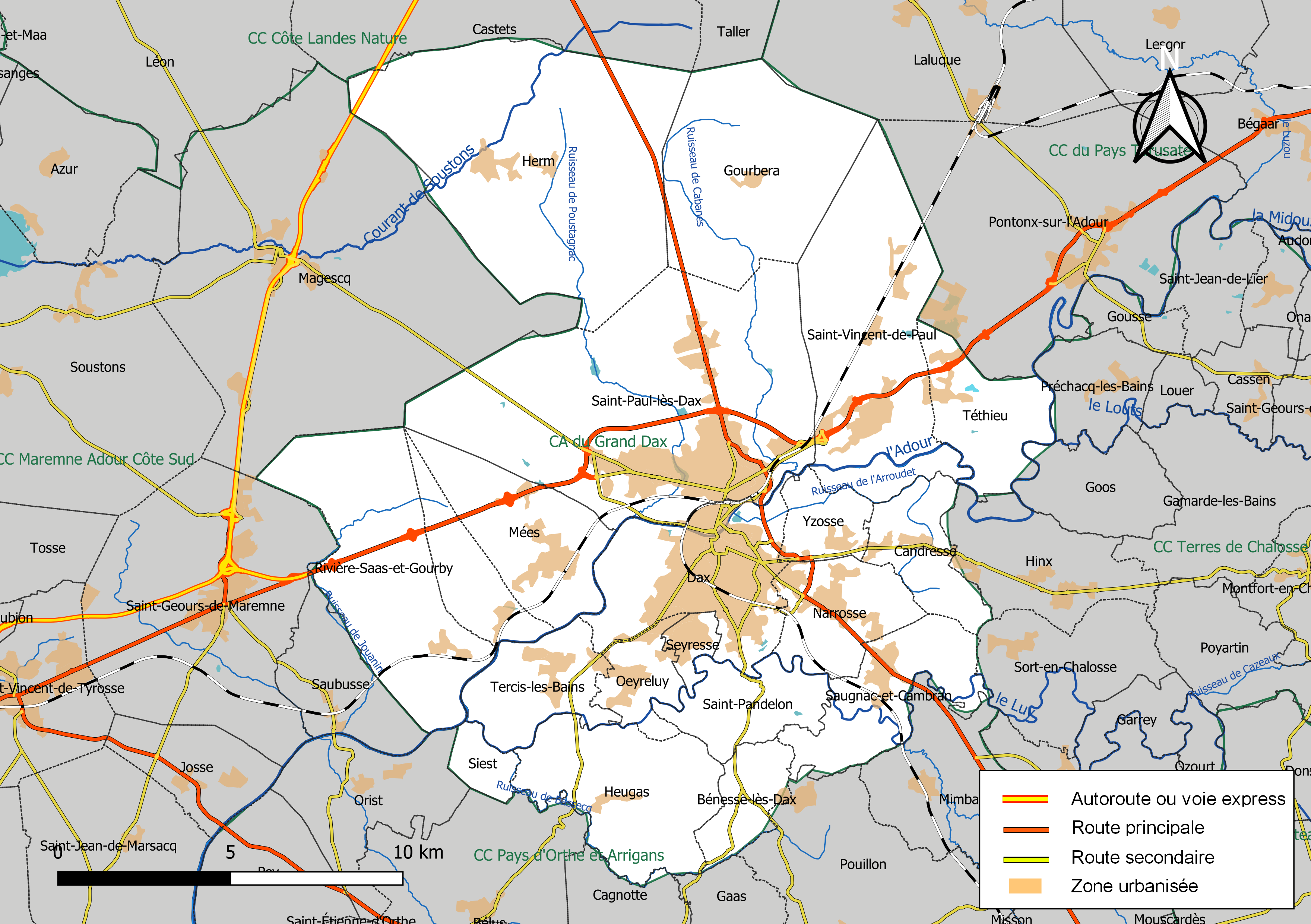
Carte de la communauté d'agglomération du Grand Dax au 1er janvier 2019
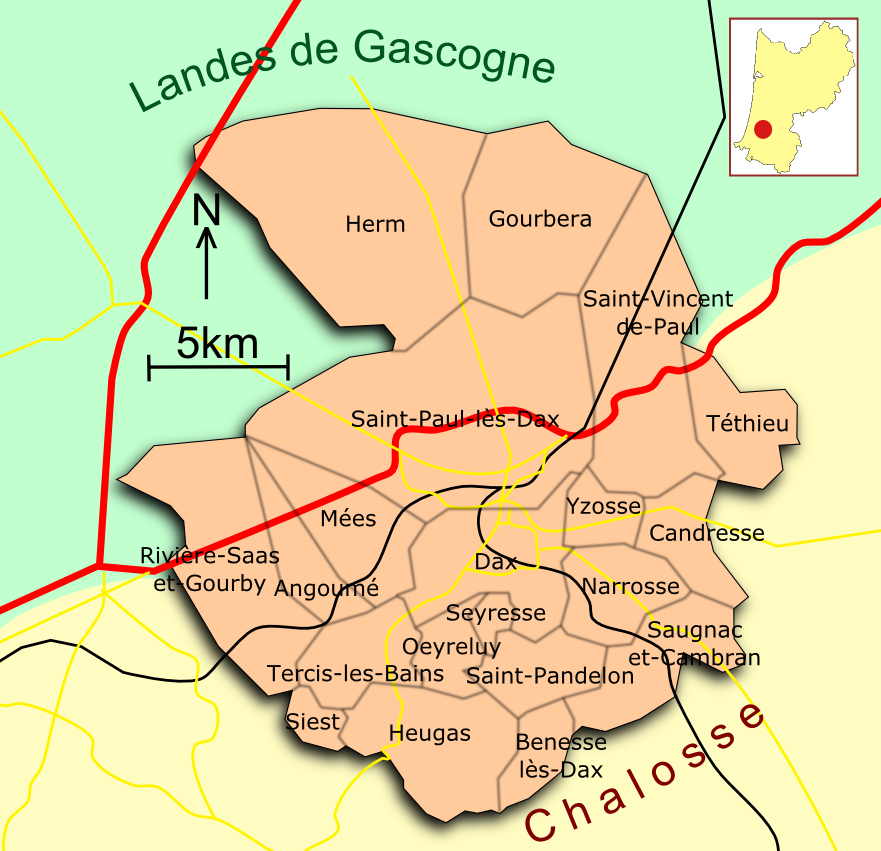
Carte du Grand Dax

### Composition
La communauté d'agglomération est composée des 20 communes suivantes :

| Nom                    | Code Insee | Gentilé            | Superficie (km2) | Population (dernière pop. légale) | Densité (hab./km2) |
| ---------------------- | ---------- | ------------------ | ---------------- | --------------------------------- | ------------------ |
| Dax (siège)            | 40088      | Dacquois           | 19,7             | 21 716 (2022)                     | 1 102              |
| Angoumé                | 40003      | Angoumois          | 7,83             | 266 (2022)                        | 34                 |
| Bénesse-lès-Dax        | 40035      | Bénessois          | 5,89             | 582 (2022)                        | 99                 |
| Candresse              | 40063      | Candressois        | 8,54             | 869 (2022)                        | 102                |
| Gourbera               | 40114      | Gourbérasiens      | 27,73            | 364 (2022)                        | 13                 |
| Herm                   | 40123      | Hermois            | 52,08            | 1 189 (2022)                      | 23                 |
| Heugas                 | 40125      | Heugais            | 18,79            | 1 395 (2022)                      | 74                 |
| Mées                   | 40179      | Méessois           | 15,11            | 1 970 (2022)                      | 130                |
| Narrosse               | 40202      | Narrossais         | 10,53            | 3 331 (2022)                      | 316                |
| Oeyreluy               | 40207      | Oeyrelois          | 5,72             | 1 498 (2022)                      | 262                |
| Rivière-Saas-et-Gourby | 40244      | Rivierois          | 27,37            | 1 425 (2022)                      | 52                 |
| Saint-Pandelon         | 40277      | Saint-Pandelonnais | 9,18             | 728 (2022)                        | 79                 |
| Saint-Paul-lès-Dax     | 40279      | Saint-Paulois      | 58,45            | 14 114 (2022)                     | 241                |
| Saint-Vincent-de-Paul  | 40283      | Vincentiens        | 32,37            | 3 384 (2022)                      | 105                |
| Saugnac-et-Cambran     | 40294      | Saugnacais         | 13,28            | 1 568 (2022)                      | 118                |
| Seyresse               | 40300      | Seyressois         | 2,23             | 1 022 (2022)                      | 458                |
| Siest                  | 40301      | Siestois           | 2,91             | 137 (2022)                        | 47                 |
| Tercis-les-Bains       | 40314      | Tercisiens         | 10,19            | 1 331 (2022)                      | 131                |
| Téthieu                | 40315      | Téthiliens         | 11,03            | 763 (2022)                        | 69                 |
| Yzosse                 | 40334      | Yzossais           | 5,32             | 384 (2022)                        | 72                 |

### Démographie
| 1968   | 1975   | 1982   | 1990   | 1999   | 2010   | 2015   | 2021   |
| ------ | ------ | ------ | ------ | ------ | ------ | ------ | ------ |
| 35 619 | 38 525 | 40 553 | 43 509 | 45 929 | 53 341 | 54 541 | 57 582 |

## Organisation

### Siège
Le siège de l'intercommunalité est à Dax, 20 avenue de la Gare.

### Élus
La communauté d'agglomération est administrée par son conseil communautaire, composé pour la mandature 2020-2026 de 57  conseillers municipaux représentant chacune des  communes membres et répartis sensiblement en fonction de leur population de la manière suivante :
 
- 19 délégués pour Dax ;

- 11 délégués pour Saint-Paul-lès-Dax ;

- 3 délégués pour Narrosse, Saint-Vincent-de-Paul ;

- 2 délégués pour Heugas, Mées, Oeyreluy, Rivière-Saas-et-Gourby et Saugnac-et-Cambran ;

- 1 délégué ou son suppléant pour les autres communes.
Au terme des élections municipales de 2020 dans les Landes, la nouvelle assemblée délibérante a élu son nouveau président, Julien Dubois, maire de Dax, ainsi que ses 11 vice-présidents, qui sont : 
1. Hervé Darrigade, maire de Rivière-Saas-et-Gourby, chargé de la protection et la mise en valeur de l'environnement ;
2. Julien Bazus, maire de Saint-Paul-lès-Dax, chargé des transports et mobilités douces ;
3. Grégory Rende, deuxième maire-adjoint de Dax, chargé du développement économique, de l'emploi et du commerce ;
4. Guylaine Dutoya, maire de Candresse, chargée des affaires sociales ;
5. Hikmat Chahine, maire de Tercis-les-Bains, chargé des finances ;
6. Martine Dedieu , première maire-adjointe de Dax, chargée  du tourisme et du thermalisme ;
7. Sylvie Peducasse, première maire-adjointe de Saint-Paul-lès-Dax, chargée du logement, de l'habitat et des gens du voyage ;
8. Christian Carrere, maire de Saint-Pandelon, chargé de la voirie et de la propreté ;
9. Philippe Castel, maire de Gourbera, chargé de l'aménagement, de l’urbanisme et des eaux pluviales ;
10. Christelle Lalanne, maire-adjointe  de Saint-Vincent-de-Paul, chargée de la politique de la ville ;
11. Jean Soublin, maire-adjoint de Mées, chargé de l’enseignement supérieur et du Très Haut Débit.

Le Grand Dax s'est doté d'une conférence des maires, constituée des maires des 20 communes et des vice-présidents non maires, et qui donne des avis  consultatif sur les dossiers stratégiques et particulièrement sur :
- les grands projets d'investissement ;
- le développement de l'action des services communautaires ;
- les modifications statutaires ;
- la définition et la modification de l'intérêt communautaire d'une compétence ;
- les orientations financières et fiscales.

### Liste des présidents
| Période                                  | Période                   | Identité          | Étiquette         | Qualité |
| ---------------------------------------- | ------------------------- | ----------------- | ----------------- | --- |
| Les données manquantes sont à compléter. |                           |                   |                   | |
|                                          | 2010                      | Jacques Anthian   |                   | Ancien professeur d’espagnol au collège de Pouillon Maire de Seyresse (1995 → 2010) Démissionnaire |
| juin 2010                                | avril 2014                | Jean-Marie Abadie | PS                | Maire de Bénesse-lès-Dax (1991 → ) |
| avril 2014                               | juillet 2020              | Élisabeth Bonjean | PS                | Coordinatrice d’un réseau de santé au CH de Dax Maire de Dax (2016 → 2020) Suppléante du député Jean-Pierre Dufau Conseillère régionale d'Aquitaine (2010 → 2015) Conseillère régionale de Nouvelle-Aquitaine (2015 → 2021) |
| juillet 2020                             | En cours (au 26 mai 2021) | Julien Dubois     | DVC puis Horizons | Maire de Dax (2020 → ) Conseiller départemental de Dax-2 (2021 → ) |

### Compétences
La communauté d'agglomération exerce les compétences qui lui ont été transférées par les communes membres, dans les conditions déterminées par le code général des collectivités territoriales. Il s'agit de : 
- Développement économique et touristique : actions de développement économique, zones d'activité, politique locale en faveur du commerce et soutien aux activités commerciales d'intérêt communautaire, promotion du tourisme et gestion de l’office intercommunal du tourisme ;
- Aménagement de l'espace communautaire : schéma de cohérence territoriale (SCoT), urbanisme, zones d'aménagement concerté (ZAC), organisation de la mobilité et des transports
- Équilibre social de l'habitat : programme local de l'habitat (PLH), politique du logement d'intérêt communautaire, actions et aides financières en faveur du logement social d'intérêt communautaire, réserves foncières, action en faveur du logement pour les personnes défavorisées, amélioration du parc immobilier bâti ;
- Politique de la ville : diagnostic du territoire et définition des orientations du contrat de ville et animation et coordination des actions de développement urbain, de développement local et d’insertion économique et sociale ainsi que de prévention de la délinquance ;
- Gestion des milieux aquatiques et prévention des inondations (GEMAPI) ;
- Accueil des gens du voyage : aires d'accueil ;
- Collecte et traitement des déchets ;
- Eau potable et assainissement : production et distribution de l'eau potable, collecte et traitement des eaux usées, gestion des eaux pluviales et préservation du milieu naturel ;
- Voirie :  voiries communautaires et gestion des parcs de stationnement communautaires, installation/entretien des abribus, action en partenariat dans des opérations de voirie de nature à améliorer la desserte du territoire ;
- équipements culturels et sportifs d'intérêt communautaire :  centre aquatique ;
- protection et mise en valeur de l'environnement et du cadre de vie : lutte contre la pollution de l’air, les nuisances sonores et soutien aux actions de maîtrise de la demande d’énergie ;
- action sociale : services d'aide aux personnes âgées (portage de repas, garde de jour, téléalarme), aides à la petite enfance (gestion de la crèche familiale intercommunale et du RAMI, relais d'assistantes maternelles), jeunesse (financement des journées dans les centres de loisirs, mise en réseau des ALSH, aides aux projets jeunes) ;
- maisons de services au public ;
- gestion du chenil ;
- aménagement numérique ;
- infrastructures de charge nécessaires à l'usage de véhicules électriques ;
- SIG (Systèmes d'Informations Géographiques) ;
- opérations d'aménagement d'intérêt communautaire
- enseignement supérieur, recherche, vie étudiante sur le territoire.

### Régime fiscal et budget
La communauté d'agglomération est un établissement public de coopération intercommunale à fiscalité propre.
Afin de financer l'exercice de ses compétences, l'intercommunalité perçoit, comme toutes les communautés d'agglomération, la fiscalité professionnelle unique (FPU) – qui a succédé à la taxe professionnelle unique (TPU) – et assure une péréquation de ressources.
Elle collecte également la taxe d'enlèvement des ordures ménagères (TEOM) ainsi qu'une redevance spéciale d'enlèvement des ordures ménagères, et reverse une dotation de solidarité communautaire (DSC) à ses communes membres.

### Historique des logos

Premier logo
Second logo
Logo depuis 2018

## Projets et réalisations
En décembre 2009, un contrat d’agglomération a été signé avec l’État et la Région Aquitaine en présence de son président Alain Rousset et le Conseil général des landes, afin de dynamiser le développement du territoire sur trois thématiques majeures[réf. nécessaire] : 
- Attractivité et compétitivité du territoire
- Cohésion sociale et cadre de vie
- Excellence environnementale

Le Grand Dax est notamment chargé des transports Couralin, réseau de transport en commun, avec 5 lignes régulières plus une le dimanche et les jours fériés, Vitenville, 4 navettes gratuites du lundi au samedi (sauf la 4, uniquement le jeudi), et Couralin TAD, réseau de transport à la demande sur les  communes non desservies par le réseau de bus classique, une première en Aquitaine. Un service de prêt de vélo gratuit (Cyclenville) est aussi disponible depuis 2015.[réf. nécessaire]